# Wołodymyr Trofimow
Wołodymyr Wiktorowycz Trofimow, ukr. Володимир Вікторович Трофімов, ros. Władimir Wiktorowicz Trofimow, Владимир Викторович Трофимов (ur. 28 stycznia 1962 w Równem) – ukraiński żużlowiec, występujący również na długim torze i na trawie.

## Życiorys

### Kariera sportowa
Brązowy medalista młodzieżowych indywidualnych mistrzostw Związku Radzieckiego (1981). Złoty medalista indywidualnych mistrzostw Związku Radzieckiego (1988). Dziesięciokrotny medalista indywidualnych mistrzostw Ukrainy: czterokrotnie złoty (1982, 1989, 1992, 2004), pięciokrotnie srebrny (1984, 1993, 1996, 1997, 1998) oraz brązowy (1983).
Wielokrotny reprezentant ZSRR oraz Ukrainy na arenie międzynarodowej. Dwukrotny finalista indywidualnych mistrzostw Europy juniorów (Pocking 1982 – XIII miejsce, Lonigo 1983 – XIII miejsce). Finalista indywidualnych mistrzostw świata (Amsterdam 1987 – jako zawodnik rezerwowy). Finalista indywidualnego Pucharu Mistrzów (Natschbach-Loipersbach 1989 – X miejsce). Finalista mistrzostw Europy par (Terenzano 2007 – VI miejsce). 
Sukcesy odnosił również w wyścigach na torze trawiastym, m.in. zdobywając brązowy medalista indywidualnych mistrzostw Europy (Werlte 1999).
W lidze polskiej reprezentował barwy klubów: Kolejarz Rawicz (1996), Speedway Lwów (2004) oraz Ukraina Równe (2005).

### Życie prywatne
Syn Wiktora Trofimowa i ojciec Wiktora Trofimowa, również żużlowców.